# Municipio de James (Arkansas)
El municipio de James (en inglés: James Township) es un municipio ubicado en el condado de Scott en el estado estadounidense de Arkansas. En el año 2010 tenía una población de 143 habitantes y una densidad poblacional de 2,24 personas por km².

## Geografía
El municipio de James se encuentra ubicado en las coordenadas 34°54′32″N 93°51′43″O / 34.90889, -93.86194. Según la Oficina del Censo de los Estados Unidos, el municipio tiene una superficie total de 63.92 km², de la cual 63,84 km² corresponden a tierra firme y (0,13 %) 0,08 km² es agua.

## Demografía
Según el censo de 2010, había 143 personas residiendo en el municipio de James. La densidad de población era de 2,24 hab./km². De los 143 habitantes, el municipio de James estaba compuesto por el 93,01 % blancos, el 0,7 % eran afroamericanos, el 2,1 % eran amerindios, el 3,5 % eran asiáticos y el 0,7 % eran de una mezcla de razas. Del total de la población el 3,5 % eran hispanos o latinos de cualquier raza.